# Мисливець за підводними човнами

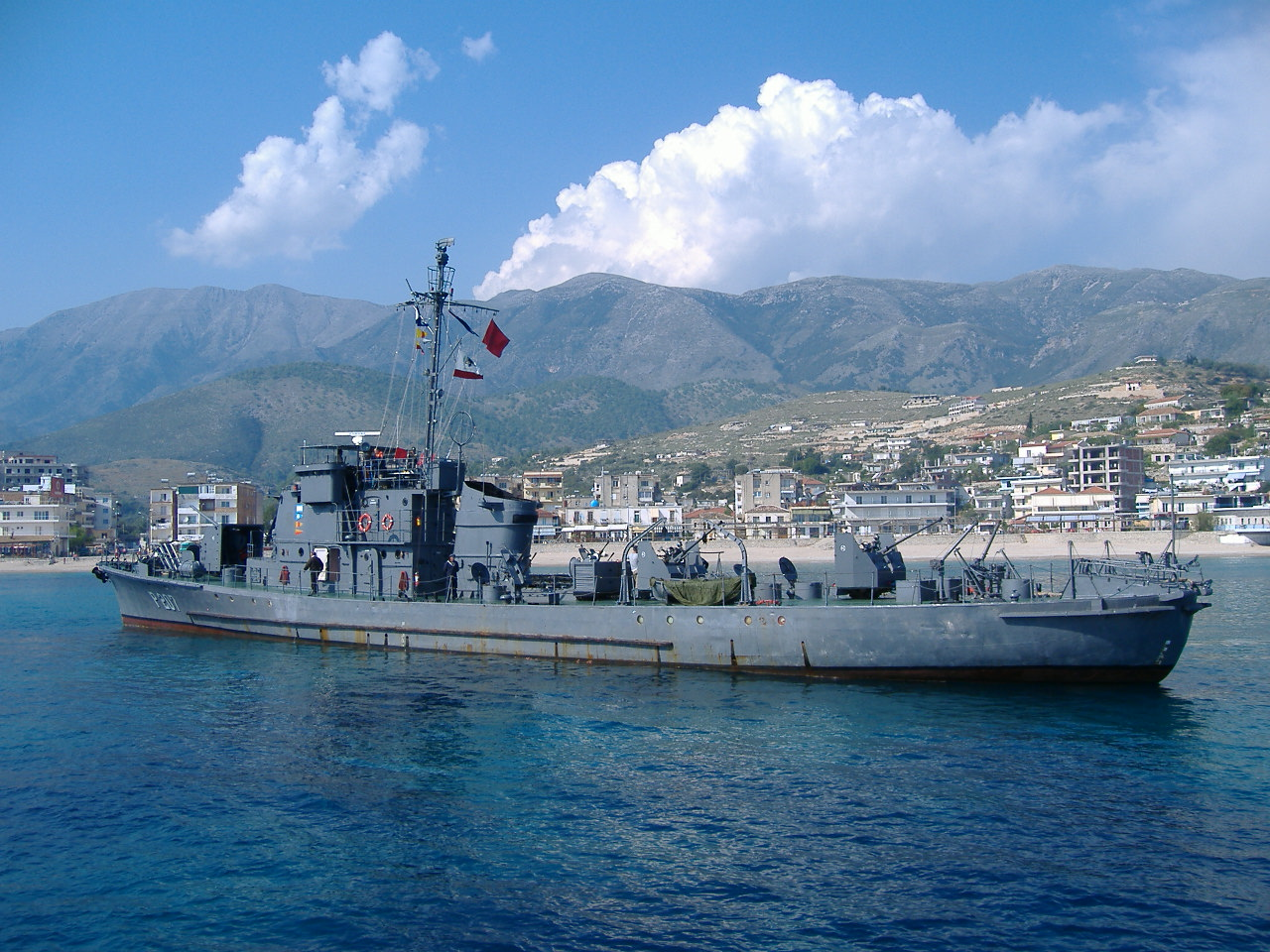
Радянський мисливець за підводними човнами проєкту 122 часів Другої світової війни

Мисливець за підводними човнами — підклас малого бойового корабля, призначеного для пошуку і знищення підводних човнів при несенні вартової служби чи охороні транспортних суден і кораблів. 

## Історія
З'явилися в період Першої світової війни, найбільший розвиток отримали в роки Другої світової війни. Розміри і ходові характеристики мисливців за підводними човнами могли змінюватись в широких межах, озброєння їх складалося з глибинних бомб і дрібнокаліберних гармат. У післявоєнний період вдосконалення підводних човнів вимагало збільшення розмірів кораблів, здатних нести необхідне для ефективної боротьби з ними обладнання та озброєння, у зв'язку з чим будівництво мисливців за підводними човнами було припинено.

## Безпілотні судна
У зв'язку з розвитком технологій, у XXI столітті ідея мисливця за підводними човнами відродилася у вигляді безпілотного судна, яке здатне до тривалого автономного або дистанційно-керованого курсування в заданому морському районі або супроводу кораблів, пошуку, виявлення та супроводу підводних човнів, в тому числі і малошумних дизель-електричних, передачі координат виявлених човнів береговій охороні, протичовновим кораблям або протичовновим літакам. Такий проєкт з 2010 року розроблявся Агентством передових оборонних дослідницьких проєктів США (DARPA) в рамках програми ACTUV.
9 квітня 2016 року ВМС США заявили про спуск на воду дослідного безпілотного тримарана «Морський мисливець» (англ. Sea Hunter), довжиною 40 м, водотоннажністю 135 т, оснащеного дизельним двигуном. Корпус зроблений з легкого немагнітного вуглецевого композиту. Судно не несе озброєння, тільки гідрофонні, гідролокаторні та магнітометричні системи виявлення підводних човнів, і, як очікується, буде здатне розвивати швидкість до 27 вузлів, два-три місяці перебувати в повністю автономному плаванні. Пропонується використовувати подібні судна в якості автономного патруля берегової охорони або в складі протичовнової оборони авіаносного з'єднання.